# Paphinia
Paphinia é um género botânico pertencente à família das orquídeas (Orchidaceae). O gênero Paphinia foi proposto por John Lindley em Edwards's Botanical Register 29 Misc. 14, em 1843. A Paphinia cristata (Lindley) Lindley, originalmente descrita por Lindley como Maxillaria cristata é sua espécie tipo. O nome do gênero vem de Paphos, cidade grega onde havia famoso templo dedicado a Afrodite, em referência a beleza de suas flores.

## Distribuição
É composto por cerca de quinze pequenas espécies epífitas, de crescimento cespitoso. Encontram-se crescendo sobre troncos nas proximidades do solo, em ambiente sombreado, quente e úmido da crescimento cespitoso chegando da Bolívia às Guianas. Seu centro de dispersão é o Equador ou Colômbia. Três espécies registradas para o Brasil.

## Descrição

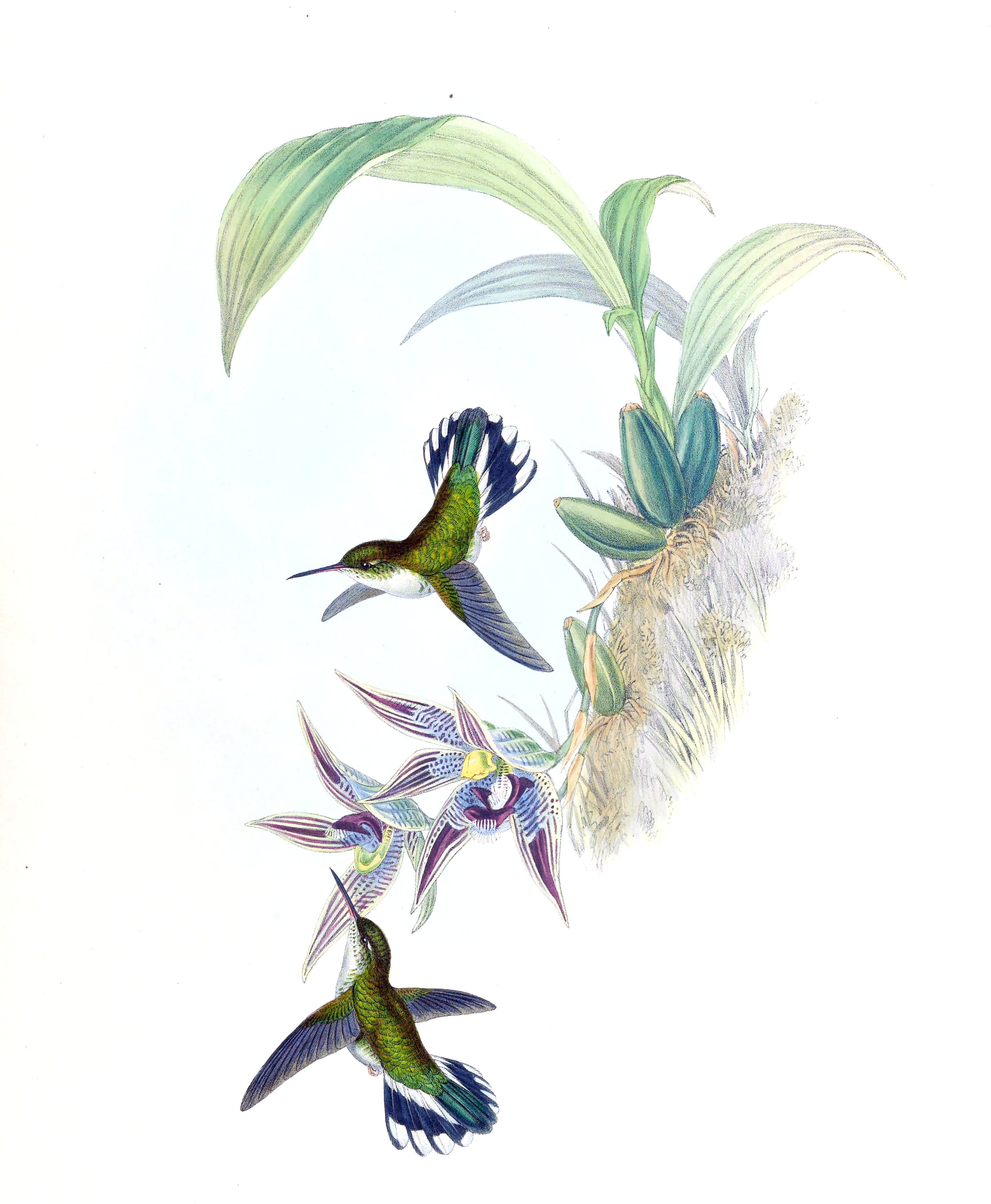
Paphinia cristata.

Possuem pseudobulbos agregados, coniformes carnosos e roliços quando novos, depois anguloso e sulcados formando várias arestas longitudinais, com duas, raro três, folhas apicais, no começo guarnecidos pos Baínhas basais. folhas grandes, curto pseudopecioladas, lanceoladas com muitas nervuras longitudinais destacadas no verso, inicialmente plissadas depois planas, de consistência subcoriácea. inflorescências racemosas pendentes ou horizontalmente estendidas emergindo da base do pseudobulbo, em regra, com poucas flores que lembram estrelas, desproporcionalmente grandes e vistosas, coloridas, em posição tombada.
Suas flores são, excetuada uma espécie, ressupinadas, em regra com segmentos bem abertos; as sépalas laterais formando pequeno mento com o pé da coluna, as pétalas algo menores que as sépalas; labelo menor que os outros segmentos, complexo, carnoso, rígido, algo unguiculado, profundamente trilobado, com lobos laterais, erguidos, e central alongado e caloso em sentido longitudinal com apêndices no disco e ou margens ciliadas; e coluna relativamente longa, arqueada, algumas vezes com asas na extremidade, antera terminal com dois pares de polínias cerosas oblongas.

## Filogenia
Paphinia pertence a um grupo da subtribo Stanhopeinae, formado por Horichia, Houlletia, Schlimmia, Jennyella e Trevoria.